# Іов (Кресович)
Іов Кресович (в миру Володимир Кресович; 15 вересня 1898, село Мокрець, Волинська губернія, нині Турійського району Волинської області, Україна - 4 грудня 1977, Львів) — український церковний діяч, єпископ Відомства православного сповідання Російської імперії.

## Біографія
Володимир Кресович народився в сім'ї священика, всі його предки-чоловіки були священнослужителями. Закінчив Мелецьке духовне училище (1913), Кременецьку духовну семінарію (1922).
30 жовтня 1921 року єпископом Кременецьким Діонісієм Валединським висвячений в сан диякона.
З 5 березня 1922 - священик Свято-Миколаївської церкви Кременецького Богоявленського монастиря.
З 1922 року - настоятель Свято-Троїцької церкви в містечку Рохманів, нині Тернопільської області, одночасно виконував обов'язки протисектантського місіонера Кременецького повіту.
З 1932 року - настоятель Свято-Троїцької церкви в селі Тараканів, нині Волинської області. Виконував обов'язки повітового протисектантського місіонера Дубенського повіту.
З 1935 року - настоятель церкви Св. Іоанна Милостивого в селі Любче, нині Волинської області та благочинний Рожищенського округу, Луцького повіту. В 1942 році овдовів.

### Архієрей
21 липня 1942 пострижений в чернецтво митрополитом Олексієм Громадським і зведений в сан архімандрита.
З 24 липня 1942 року - єпископ Луцький, вікарій Волинської єпархії в юрисдикції Української автономної православної церкви.
З 6 червня 1943 року - єпископ Кременецький і Дубенський. Залишився з паствою.
З 14 лютого 1945 року - єпископ Ізмаїльський.
5 квітня 1946 року через хворобу звільнений на спокій в один з монастирів Кишинівської єпархії.
З 29 липня 1946 року - єпископ Лиськівський, вікарій Нижегородської єпархії.
В 1948 році тимчасово керував Нижегородською єпархією.
З 7 грудня 1950 року - єпископ Великолуцький і Торопецький.
З 20 липня 1951 року - єпископ Чебоксарський і Чуваський.
З 28 січня 1953 року - єпископ Казанський і Чистопольський, тимчасово керуючий Чебоксарською єпархією.
25 лютого 1954 року зведений в сан архієпископа.
Після смерті єпископа Саратовського і Балашовського Веніаміна Мілова тимчасово керував Саратовською єпархією.
З 26 грудня 1957 року - архієпископ Казанський і Марійський. Був відомий як красномовний проповідник.

### Засудження в 1960 році
У березні 1960 року звільнений від управління єпархією; через місяць був засуджений до трьох років позбавлення волі за звинуваченням у несплаті податків і приховуванні доходів. Реальна причина засудження - протидія закриттю храмів в єпархії в період ускладнення відносин між церквою і державою при Микиті Хрущові. Митрополит Миколай Ярушевич в бесіді з архієпископом Василем Кривошеїним розповів про обставини засудження владики Іова:

Повірте мені, всі ці фінансові звинувачення невірні або, у всякому разі, невірні на вісімдесят відсотків. Справжнє підґрунтя справи з архієпископом Іовом не в цьому. Він був діяльним архієреєм, проповідував, їздив по парафіях, боровся з безбожництвом, противився закриттю парафій. Це, звичайно, не сподобалося цивільній владі, його вирішили прибрати, але так як прямо звинуватити його за його церковну роботу було незручно, то проти нього висунули звинувачення в несплаті податків.

### Після звільнення
З 23 жовтня 1967 року - архієпископ Уфимський і Стерлітамацький.
З 16 жовтня 1973 року - архієпископ Іванівський і Кинешемський.

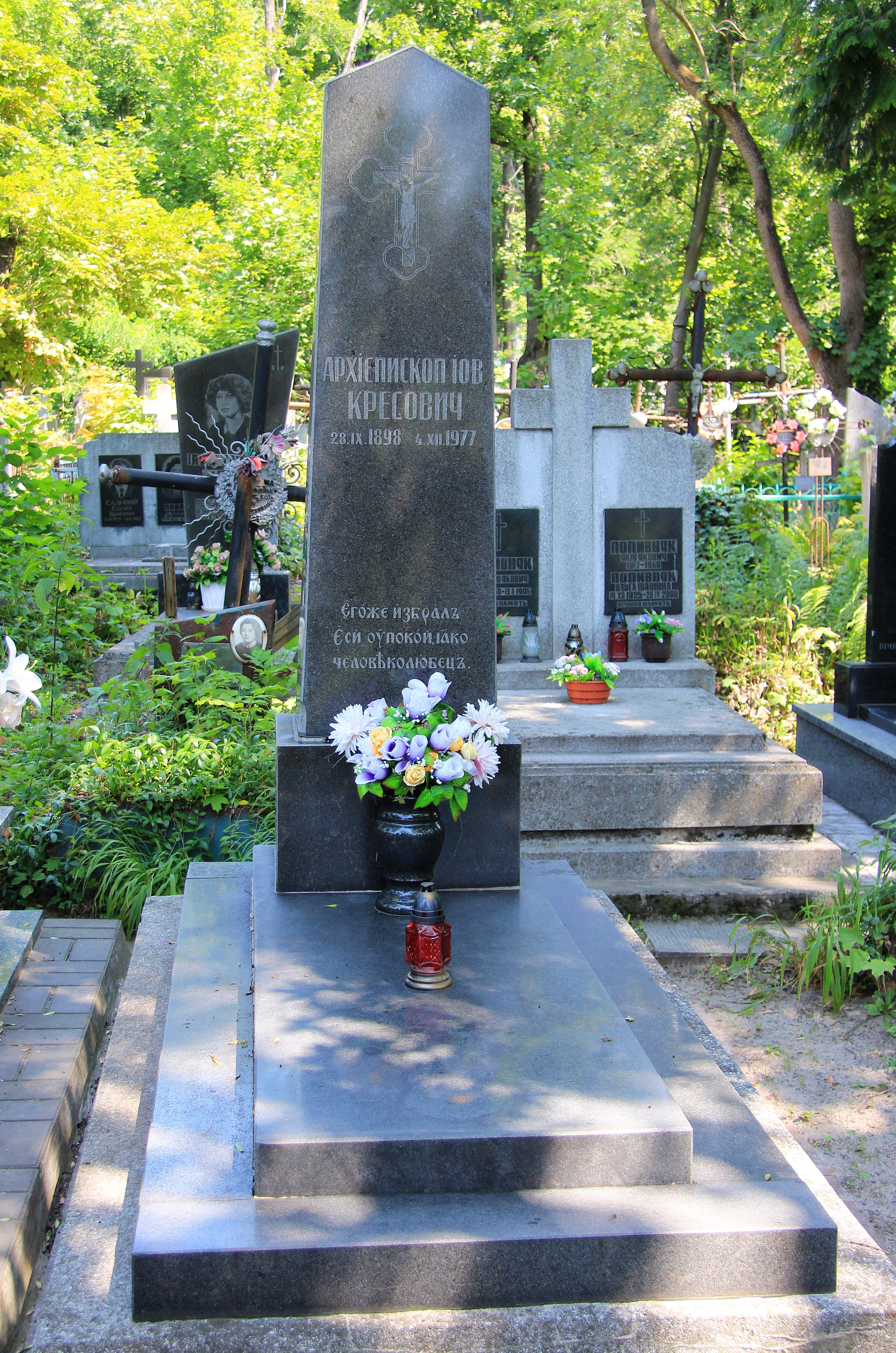

6 жовтня 1977, будучи тяжко хворим, за власним бажанням був звільнений на спокій і переїхав до Львова, де жив у своїх дітей. Помер 4 грудня у Львові, похований на 33 полі  Янівського цвинтаря міста.
У некролозі говорилося, що владика Іов був «людиною, глибоко відданою церкві, скромним, мирним..., якого всюди, де він побував, запам'ятали як доброго і щедрого пастиря, гаряче відданого Богу і милостивого до людей». Таким чином, церква фактично дезавуювала вирок суду щодо архієпископа (раніше духовенство вже визначило своє ставлення до цього вироку, призначаючи владику Іова на архієрейські кафедри).